# Uloma simplicicollis
Uloma simplicicollis – gatunek chrząszcza z rodziny czarnuchowatych i podrodziny Tenebrioninae.
Gatunek ten został opisany w 1962 roku przez Paula Ardoin, który jako miejsce typowe wskazał Dualę.
Czarnuch o ciele długości poniżej 12 mm. Wierzch przedplecza i pokryw jednolicie ciemny. Przód przedplecza samców bez jakichkolwiek wgłębień. Pokrywy jajowate. Ostatni widoczny sternit odwłoka nieobrzeżony. Wierzchołkowa część edeagusa wydłużona i zaokrąglona na wierzchołku.
Chrząszcz afrotropikalny, znany z Gwinei, Kamerunu, Konga, Ghany, Liberii, Nigerii, Togo i Tanzanii.